# Clariidae
Famille
Les Clariidés (Clariidae) forment une famille de poissons-chats (ordre des Siluriformes).
Il existe environ 14 genres et 100 espèces de Clariidés. Tous les Clariidés sont des espèces d'eau douce.

## Liste des genres
Selon World Register of Marine Species (29 octobre 2017) :
- genre Bathyclarias Jackson, 1959
- genre Channallabes Günther, 1873

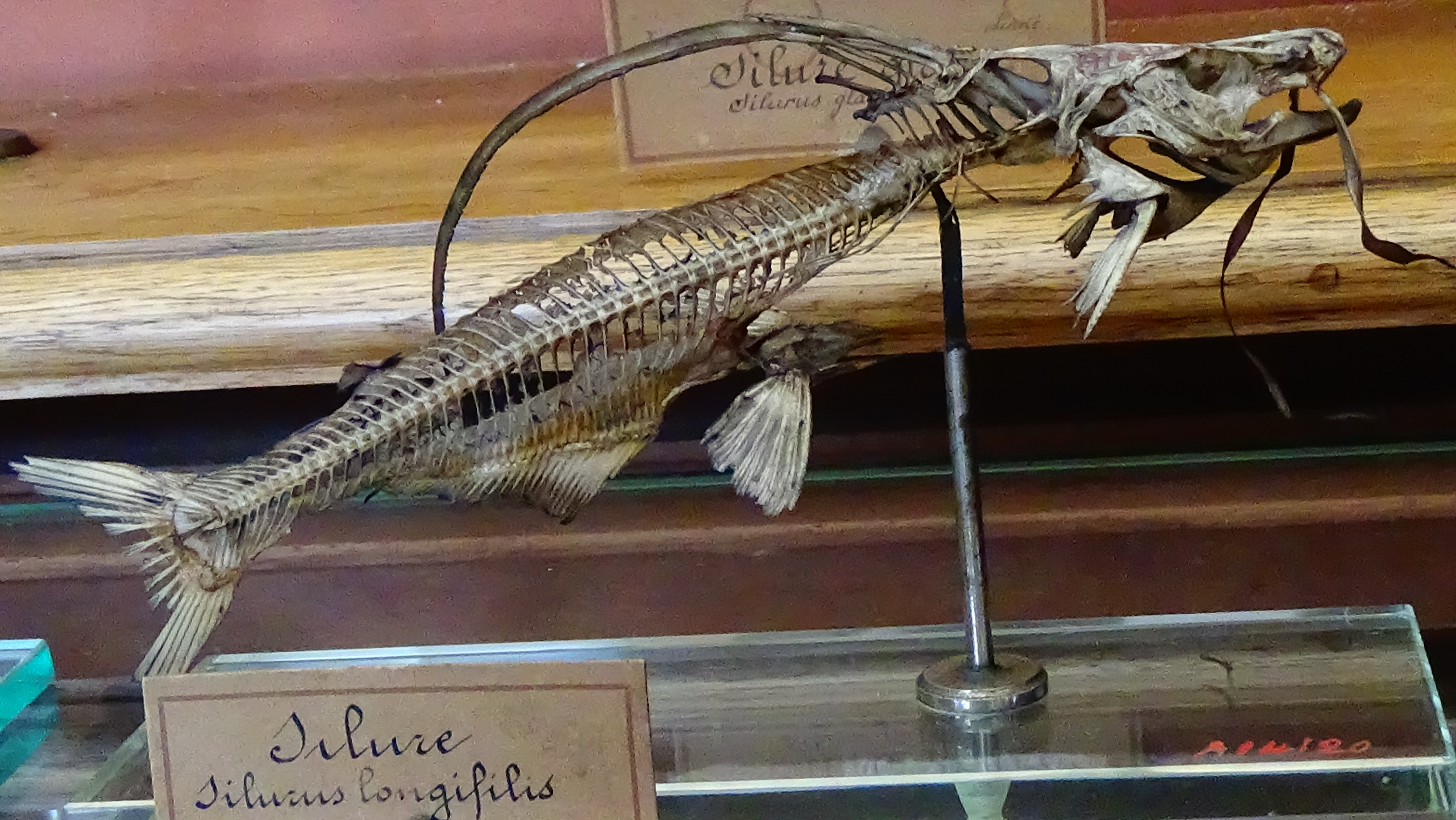
Heterobranchus longifilis - squelette conservé au MNHN de Paris

- genre Clariallabes Boulenger, 1900
- genre Clarias Scopoli, 1777
- genre Dinotopterus Boulenger, 1906
- genre Dolichallabes Poll, 1942
- genre Encheloclarias Myers, 1937
- genre Gymnallabes Günther, 1867
- genre Heterobranchus Geoffroy St. Hilaire, 1809
- genre Horaglanis Menon, 1950
- genre Platyallabes Poll, 1977
- genre Platyclarias Poll, 1977
- genre Tanganikallabes Poll, 1943
- genre Uegitglanis Gianferrari, 1923
- genre Xenoclarias Greenwood, 1958